# 佩罗桥
佩罗桥（Pero's Bridge）是英格兰布里斯托尔的一座行人上開橋，跨布里斯托尔港的圣奥古斯丁水道（St Augustine's Reach）。两端分别连接皇后广场和千禧广场。
这座桥得名于佩罗·琼斯（1753-1798年），1783年从加勒比海的尼维斯岛来到布里斯托尔，是大乔治街7号乔治府商人约翰·平尼（1740-1818）的奴隶。

## 历史
这座桥由爱尔兰艺术家艾利斯·奥康奈尔与奧雅納公司共同设计。 It was formally opened in 1999 by Paul Boateng MP, then a Home Office minister. 1999年由当时英國內政部大臣保罗·博阿滕议员正式揭幕开通。这座桥的名称遭到了当时的自由民主党议员史提芬·威廉斯的攻击。他谴责这一决定是"姿态政治"，希望建立一座雕像或永久纪念碑来纪念布里斯托尔在奴隶贸易中的作用。
现在，成百上千的人把挂锁贴在桥上，以示对彼此的感情。
2020年6月，在乔治·弗洛伊德之死引发的示威活动期间，布里斯托尔奴隶贩子爱德华·科尔斯顿的青铜雕像被抗议者从桥上推到河中，当局将其打捞上来，保存起来。

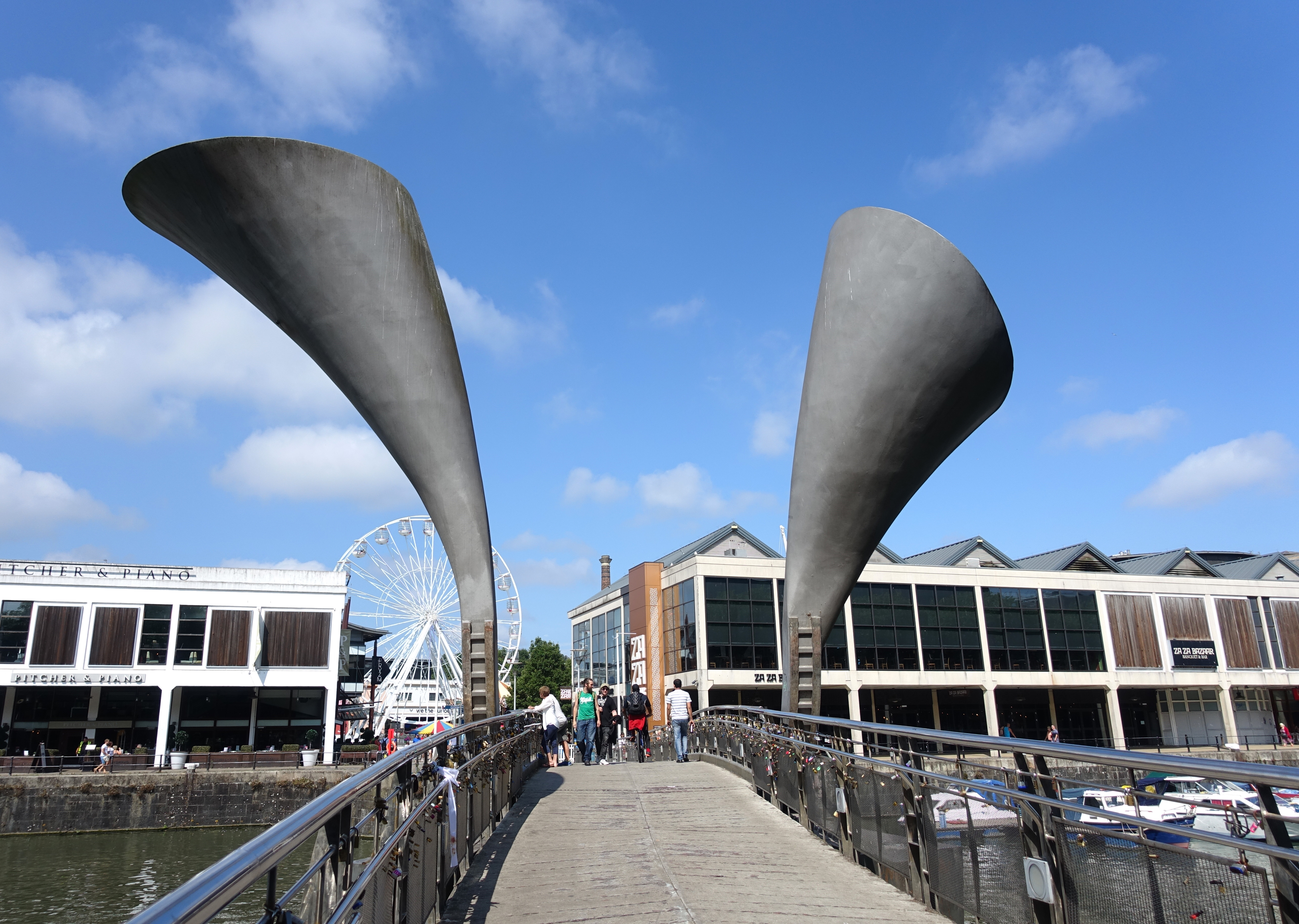